# Боровик, Екатерина Ивановна
Екатерина Ивановна Боровик (род. 1 января 1948, Черниговская область) — звеньевая колхоза «Авангард» Коропского района Черниговской области Украинской ССР, Герой Социалистического Труда.

## Биография
Родилась 1 января 1948 года в селе Свердловка Коропского района Черниговской области. Украинка. Окончила 8 классов.
Работала сначала рядовой колхозницей, затем — звеньевой по выращиванию льна колхоза «Авангард» Коропского района.
В 1983 году её звено, благодаря улучшению системы удобрения, повышения культуры земледелия, внедрения нового сорта льна К-6, собрало по 15,3 центнера с гектара волокна.
Указом Президиума Верховного Совета СССР от 6 июня 1984 года за достижение выдающихся показателей и трудовой героизм, проявленный при выполнении планов и социалистических обязательств по увеличению производства и продажи государству зерна и других продуктов земледелия в 1983 году, Боровик Екатерине Ивановне присвоено звание Героя Социалистического Труда с вручением ордена Ленина и золотой медали «Серп и Молот».
Избиралась депутатом Верховного Совета УССР 9-11-го созывов.
Живёт в селе Свердловка.
Награждена 2 орденами Ленина, орденом Трудового Красного Знамени, медалями. Лауреат премии Ленинского комсомола.
В посёлке городского типа Короп на Аллее Героев установлен памятный знак Е. И. Боровик.